# Magness (Arkansas)
Magness es un pueblo ubicado en el condado de Independence en el estado estadounidense de Arkansas. En el Censo de 2010 tenía una población de 202 habitantes y una densidad poblacional de 135,17 personas por km².

## Geografía
Magness se encuentra ubicado en las coordenadas 35°42′12″N 91°28′57″O / 35.70333, -91.48250. Según la Oficina del Censo de los Estados Unidos, Magness tiene una superficie total de 1.49 km², de la cual 1.49 km² corresponden a tierra firme y (0%) 0 km² es agua.

## Demografía
Según el censo de 2010, había 202 personas residiendo en Magness. La densidad de población era de 135,17 hab./km². De los 202 habitantes, Magness estaba compuesto por el 97.03% blancos, el 0% eran afroamericanos, el 0% eran amerindios, el 0.5% eran asiáticos, el 0% eran isleños del Pacífico, el 0% eran de otras razas y el 2.48% pertenecían a dos o más razas. Del total de la población el 0.5% eran hispanos o latinos de cualquier raza.